# BBVA (Estados Unidos)
BBVA USA (anteriormente conocida como BBVA Compass) fue una compañía estadounidense subsidiaria del banco español BBVA con sede en la ciudad de Birmingham, Estado de Alabama. Hasta que, en 2021, fue adquirida por PNC Financial Services. BBVA Estados Unidos se conformaba como un holding empresarial financiero con presencia en el sureste y suroeste de los Estados Unidos, contando con 65.000 millones de dólares en activos y con presencia principalmente en Alabama, Arizona, California, Colorado, Florida, Nuevo México, y Texas. 
Fue parte de la lista de los 25 mayores bancos de Estados Unidos y, previo a la adquisición por BBVA, fue una empresa miembro del índice S&P 500 y del índice Dow Jones. Los servicios centrales se encuentran en el edificio Daniel Building, en el centro de la ciudad de Birmingham. 
Desde enero de 2017, la entidad estuvo dirigida por Javier Rodríguez Soler que actúa en calidad de Consejero Delegado, desde enero de 2019, en sustitución de Onur Genç.

## Historia
Conocida en sus inicios como Central Bank and Trust Company, es fundada el 2 de marzo de 1964 por Harry Brok.
En 1971 adquirió State National Bank y en 1973 pasándose a llamar Central Bancshares of the South, Inc.
En 1993 la entidad cambió su nombre por Compass Bancshares y Paul Jones pasó a sustituir a Harry Brock como CEO.
El 16 de febrero de 2007, el banco anunció que sería adquirida por Banco Bilbao Vizcaya Argentaria (BBVA), el segundo banco en España. El trato fue completado el 7 de septiembre de 2007, cuando Compass se convirtió finalmente en una compañía subsidiaria totalmente controlada por dicho banco español, y se renombró como BBVA Compass.
Anteriormente, BBVA ya había adquirido las entidades Valley Bank en California (en 2004), Banco Laredo en Texas (en 2005) y Texas Regional Bancshares (en 2006). En 2008, tras recibir la autorización de la Fed, BBVA procedió a integrar sus 4 filiales estadounidenses bajo la marca «BBVA Compass». Ello proporcionó a BBVA una toma sustancial de parte del sector bancario en los Estados Unidos, consiguiendo crear la mayor institución financiera de la denominada región del Cinturón del Sol. Ese mismo año, Gary Hegel se convierte en el nuevo CEO del banco.
El 21 de agosto de 2009, en una transacción supervisada por la Corporación Federal de Seguro de Depósitos de Estados Unidos, BBVA Compass adquirió los depósitos y otros activos del fracasado banco Guaranty Bank de Austin. La operación reportó a BBVA Compass la oportunidad de tener presencia en el estado de California y expandirlo en Texas.
En 2010 Manolo Sánchez se convierte en consejero delegado de BBVA Compass.
El 13 de junio de 2013 BBVA Compass inauguró su nueva sede "BBVA Compass Plaza", un edificio de oficinas de casi 30.000 metros cuadrados en el que trabajan más de 800 empleados, y decorado con obras de arte.
En diciembre de 2016 BBVA Compass nombra a Onur Genç nuevo CEO.
En diciembre de 2018 Javier Rodríguez Soler sustituye a Onur Genç como nuevo CEO de BBVA Compass.
En 2018 BBVA se situó en el puesto 39 en el ranking de bancos de EE. UU. por volumen de activos.
En junio de 2019, BBVA unifica su marca en todo el mundo y BBVA Compass pasa a llamarse «BBVA».
El 16 de noviembre de 2020, BBVA USA es adquirido por PNC Financial Services por 11.600 millones de dólares.